# Lala Toutonian
Lala Toutonian (Buenos Aires, 30 de septiembre de 1970) es una periodista y gestora cultural argentina. También es escritora, editora y traductora especializada en rock y sus subgéneros. Aparte de sus diferentes facetas profesionales, milita por el reconocimiento del genocidio armenio perpetrado por el Imperio otomano.

## Trayectoria
En 1993, Toutonian comenzó a trabajar de periodista. De 1994 a 2001, fue parte de la revista Madhouse, la primera publicación argentina que generaba su propio contenido, destacando grupos en ascenso y con foco en el género más subterráneo. También fue parte del canal Much Music entre 1995 y 2000, donde trabajó como intérprete y traductora en diferentes programas con artistas internacionales.
Por esa época, también escribió la biografía de la banda Kiss, un libro que salió bajo el título El camino del rock & roll. Siguiendo en el ámbito musical, en 2015 se ocupó de la producción periodística y narrativa en el documental oficial de Attaque 77, llamado Más de un millón, y participó en los documentales sobre Hermética, en 2015, y sobre Los Auténticos Decadentes y Attaque 77, ambos en 2020, para el canal de televisión Encuentro. En 2022, realizó un capítulo del programa Los discos que nos cambiaron, con Daniel Melero para el mismo canal argentino.
En sus más de 30 años de carrera, Toutonian ha entrevistado a destacadas personalidades de la cultura literaria y musical como Joan Jett, María Moreno, Franco “Bifo” Berardi, Alejandro Zambra, Catherine Millet, Almudena Grandes, Irvine Welsh, David Keenan, Gwen Stefani, Carlos López Puccio, Minae Mizumura, Greil Marcus, Simon Reynolds, Margarita García Robayo, Leila Guerriero, Rodrigo Fresán, Ozzy Osbourne, Daniel Feierstein, Marilyn Manson y Viv Albertine, entre otros. También organizó mesas de debate literario en la Feria Internacional del Libro de Buenos Aires para la Sociedad de Escritores y el Ministerio de Cultura con personalidades como Daniel Melero, Richard Coleman, Norberto Verea y Javier Diz, entre otros.
Después de diez años viviendo en Londres y Barcelona, donde se formó y desarrolló proyectos culturales transnacionales, volvió a Argentina en 2011 y continuó con su trabajo de crítica cultural, ensayos sobre identidad, entrevistas a figuras del arte y políticas.  
Entre los talleres que Toutonian ha impartido, destaca el taller de periodismo “En clave musical” en Eterna Cadencia, el seminario “Punk: Clase obrera y política” en Cemupro, “Mircea Cărtărescu: la senda un escritor puro” en Filba, “Solenoide: Introspección y expresión”, y un taller de lectura sobre El verano en que mi madre tuvo los ojos verdes de Tatiana Ţîbuleac.  
En 2020, lanzó "Leída Circular", un proyecto literario que combina el análisis intelectual con una serie de lecturas que exploran la literatura contemporánea mediante videoensayos breves, lecturas poéticas e imágenes, abordando temas como la política del lenguaje en América Latina.   
Desde 2022 hizo para Filba el ciclo Eterna Social Club en la librería Eterna Cadencia: una entrevista semanal con público a personalidades destacadas de la literatura. Entre muchos otros, habló con Osvaldo Baigorria, Jorge Consiglio, Hernán Ronsino, Marina Yuszczuk, Ana Ojeda, Gonzalo Heredia, Cecilia Fanti, Maruja Bustamante, Tamara Tenenbaum, Mauro Libertella, Pipo Lernoud, Mariana Travacio, Florencia Abbate, Teresa Arijón, Guillermo Martínez, Emilio García Wehbi, Sergio Olguín y Luciano Lamberti.
Tras muchos años de investigación, Toutonian se especializó en el autor rumano Mircea Cărtărescu con quien compartió distintas entrevistas y lo acompañó en su clase magistral en el Malba cuando en 2023 visitó Argentina para asistir al Filba.  
En 2023, fue la entrevistadora de la autora Mariana Enríquez en el espectáculo “Mis extrañas compañías” por distintos teatros en el país y en el exterior. Con Enríquez también trabajó en la prensa del libro Porque demasiado no es suficiente (Montacerdos) y en las funciones de “No traigan flores”en el Teatro Coliseo. Al año siguiente, en 2024, compartió jurado con Mariana Enríquez y Fabián Casas en el Concurso Microcentro Cuenta bajo la coordinación general de Nacho Iraola.
En 2024 fue parte de la Comisión de Cultura e Innovación de la Fundación El Libro donde gestionó distintas actividades para las Ferias del Libro a nivel federal.  
En 2025, Toutonian tradujo al castellano una antología de cuentos de terror para la Editorial Planeta Chile, cuya publicación está prevista para septiembre del mismo año. Este trabajo de traducción marca su incursión en el ámbito editorial latinoamericano, ampliando su perfil como mediadora entre lenguas, géneros y territorios culturales.  

### Causa armenia
En su trabajo como militante por la causa armenia se ocupó junto al escribano Gregorio Hairabedian de la edición del libro Jóvenes Turcos- Antecedentes históricos y geopolíticos del Genocidio, de John Sahakí Kirakosyan (Ciccus) publicado en 2015. En ese mismo año colaboró en prensa para la Fundación Luisa Hairabedian por el juicio Derecho a la Verdad.   
En 2022, se ocupó de la presentación de Órdenes de matar: Los telegramas de Talat Pashá y el Genocidio Armenio (Debate) de Taner Akçam, la entrevista con David Barsamian, mano derecha de Noam Chomsky, colaboradora de la autora Ana Arzoumanian.

## Obra
- 1995. El camino del rock & roll, Biografía de la banda Kiss. Editorial Distal. ISBN 9789875020344.[16]
- 2021. Ensayo BAFICI: Grandes Éxitos. Editorial: ASL ediciones. ISBN 9789878714752.[17]
- 2021. Participación en Intranquilas y venenosas. Editorial Odelia. ISBN  978-9874795700.